# سارة بنتلي
سارة بنتلي (بالإنجليزية: Sarah Bentley)‏ هي لاعب كرة مضرب بريطانية، ولدت في 8 مارس 1973.

## روابط خارجية
- سارة بنتلي على موقع رابطة محترفات التنس (الإنجليزية)
- سارة بنتلي على موقع الاتحاد الدولي لكرة المضرب (الإنجليزية)
- سارة بنتلي على موقع خلاصة التنس.كوم (الإنجليزية)